# Madiswil
Madiswil é uma comuna da Suíça, situada no distrito administrativo de Alta Argóvia, no cantão de Berna. Tem 23,19 km² de área e sua população em 2018 foi estimada em 3.277 habitantes.